# Huỳnh Hữu Nghĩa (chính khách)
Huỳnh Hữu Nghĩa (2 tháng 10 năm 1927 – ?) là chính khách và công chức người Việt Nam, cựu Tổng trưởng Bộ Lao động Quốc gia Việt Nam và Bộ trưởng Bộ Lao động Việt Nam Cộng hòa.

## Tiểu sử
Huỳnh Hữu Nghĩa sinh ngày 2 tháng 10 năm 1927 tại Sài Gòn, Nam Kỳ, Liên bang Đông Dương.
Ông được hấp thụ nền giáo dục theo kiểu Nho giáo và bắt đầu tham gia hoạt động chính trị từ năm 14 tuổi. Từ năm 1941 đến năm 1945, ông gia nhập phong trào kháng chiến chống thực dân Pháp và đế quốc Nhật dưới quyền tướng Trình Minh Thế. Đại tá CIA Lansdale đã nhờ ông thuyết phục tướng Thế kéo quân từ Chiến khu Bà Đen về hợp tác với anh em ông Diệm từ năm 1954 đến năm 1955.
Từ năm 1953 đến năm 1954, ông phối hợp với Ngô Đình Nhu tổ chức Cần lao Nhân vị Cách mạng Đảng và lên làm Phó Đảng trưởng. Tháng 3 năm 1955, chính phủ Quốc gia Việt Nam nhờ ông giúp đỡ mà giành được sự ủng hộ của Tướng Trình Minh Thế. Ngày 10 tháng 5 năm 1955, ông được Thủ tướng Ngô Đình Diệm bổ nhiệm làm Tổng trưởng Bộ Lao động Quốc gia Việt Nam.
Sau khi thành lập chính thể Việt Nam Cộng hòa, Tổng thống Diệm vẫn để ông giữ nguyên chức vụ cũ chỉ thay đổi danh xưng Tổng trưởng thành Bộ trưởng mà thôi. Ông tiếp tục làm Bộ trưởng Bộ Lao động cho đến lúc Hội đồng Quân nhân Cách mạng tiến hành đảo chính rồi ra lệnh giải tán chính phủ Đệ Nhất Cộng hòa vào ngày 2 tháng 11 năm 1963. Sau vụ đảo chính này, ông bị chính quyền mới bắt giam trong một thời gian ngắn thì được trả tự do rồi về sau mới cùng gia đình sang Pháp định cư cho đến cuối đời.  

## Dư luận
Giới báo chí và dân chúng thủ đô từng đồn đại rằng Huỳnh Hữu Nghĩa là người lo việc bàn đèn cho ông Ngô Đình Nhu tại Sài Gòn. Bên cạnh đó, tướng Đỗ Mậu còn kể thêm một chuyện nữa mà giới chính khách và văn nghệ sĩ ở Sài Gòn bàn tán nhiều là vào năm 1956, Huỳnh Hữu Nghĩa đã cho ra đời một thi phẩm tựa đề là Việt Nam Ngày Nay để ca tụng Tổng thống Diệm như một "vĩ nhân giữa đời kết tinh ý trời và hồn sông núi" để trong phần kết luận tác giả đã chiêm ngưỡng thần tượng do mình tạo nên bằng cách "Cúi đầu lạy trước cao dày, cùng nhau kể lể những ngày sau xưa". Thi phẩm quái đản này và việc lo bàn đèn cho ông Nhu chắc chắn đã đóng góp vào chức vụ Bộ trưởng Bộ Lao động mà Huỳnh Hữu Nghĩa đã nắm cho đến ngày tàn của chế độ Đệ Nhất Cộng hòa.

## Thi phẩm
- Việt Nam Ngày Nay (1956)[3]